# Sechiopsis
Sechiopsis é um género botânico pertencente à família Cucurbitaceae.

## Espécies
- Sechiopsis diptera
- Sechiopsis distincta
- Sechiopsis laciniatus
- Sechiopsis tetraptera
- Sechiopsis triqueter

1. ↑  «Sechiopsis — World Flora Online». www.worldfloraonline.org. Consultado em 19 de agosto de 2020